# Palazzo Cavagna
Palazzo Cavagna è uno degli edifici rinascimentali del centro storico di Pavia, in Lombardia.

## Storia
Il palazzo sorse nella seconda metà del Quattrocento sui resti di più antichi edifici, dei quali si conservano alcune murature romaniche, e prende il nome dalla famiglia patrizia che lo possedette tra la seconda metà del Cinquecento e il Settecento. La costruzione è anche menzionata nei documenti come casa “presso il voltone di Canepanova”, perché, fino al 1842, era collegata alla vicina torre di casa Zanardi tramite un voltone posto a cavallo di via (l’attuale via Spallanzani).

## Descrizione
Il palazzotto, essendo posto all’incrocio tra due vie e sulle basi di precedenti strutture, ha una pianta irregolare a forma di “F”, caratterizzata, rispetto alla prassi dell’epoca, dalla presenza di un primo cortile di servizio, mentre il secondo era destinato ai signori. Tale corte è dotata di portico con colonne ottagonali, mentre al piano superiore vi è un loggiato. Molto ricca è anche la decorazione esterna, grazie soprattutto alle cornici in cotto delle aperture, arricchite da motivi vegetali. Alcune sale interne conservano affreschi datati all’ultimo ventennio del Quattrocento.

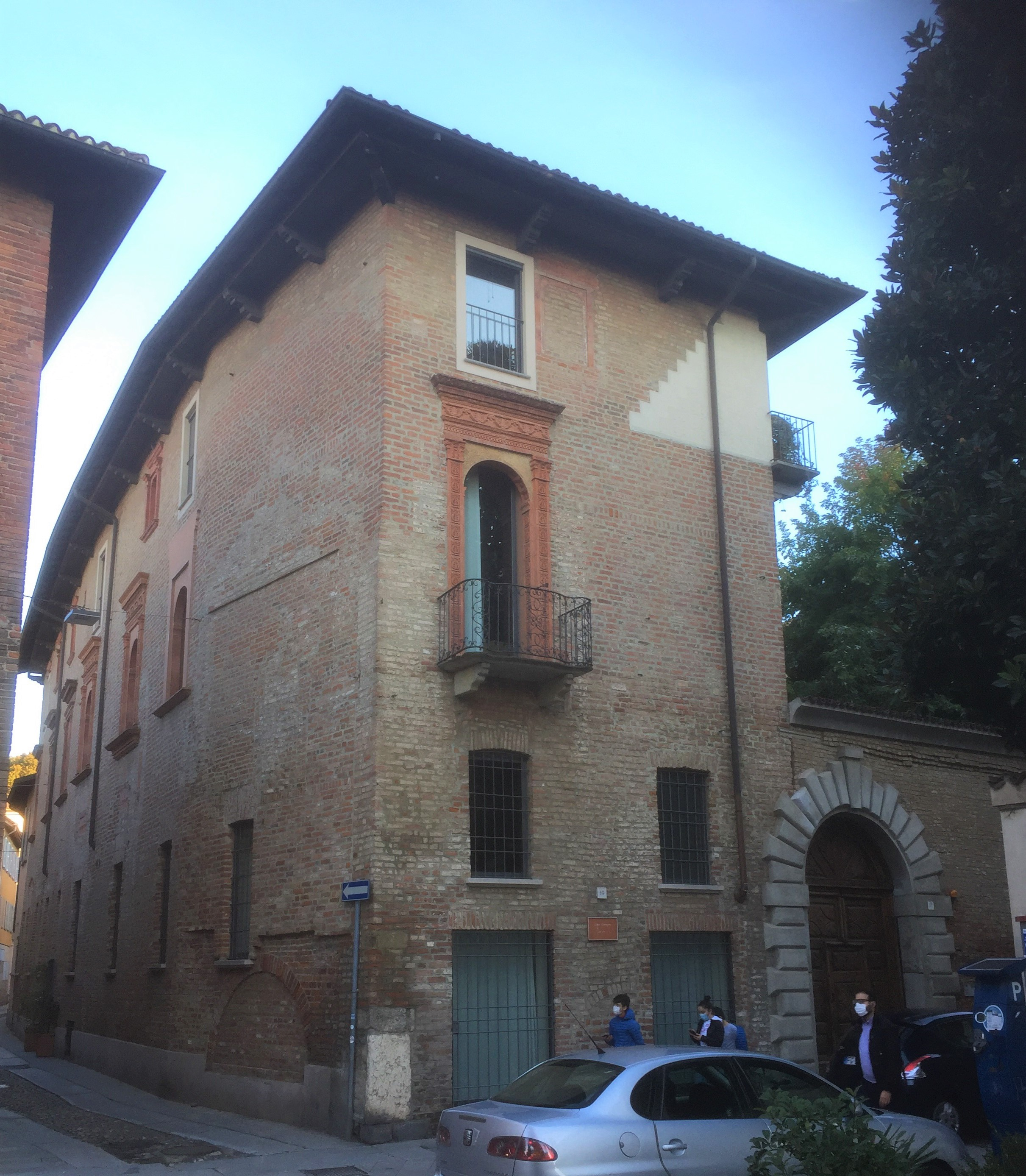
La facciata
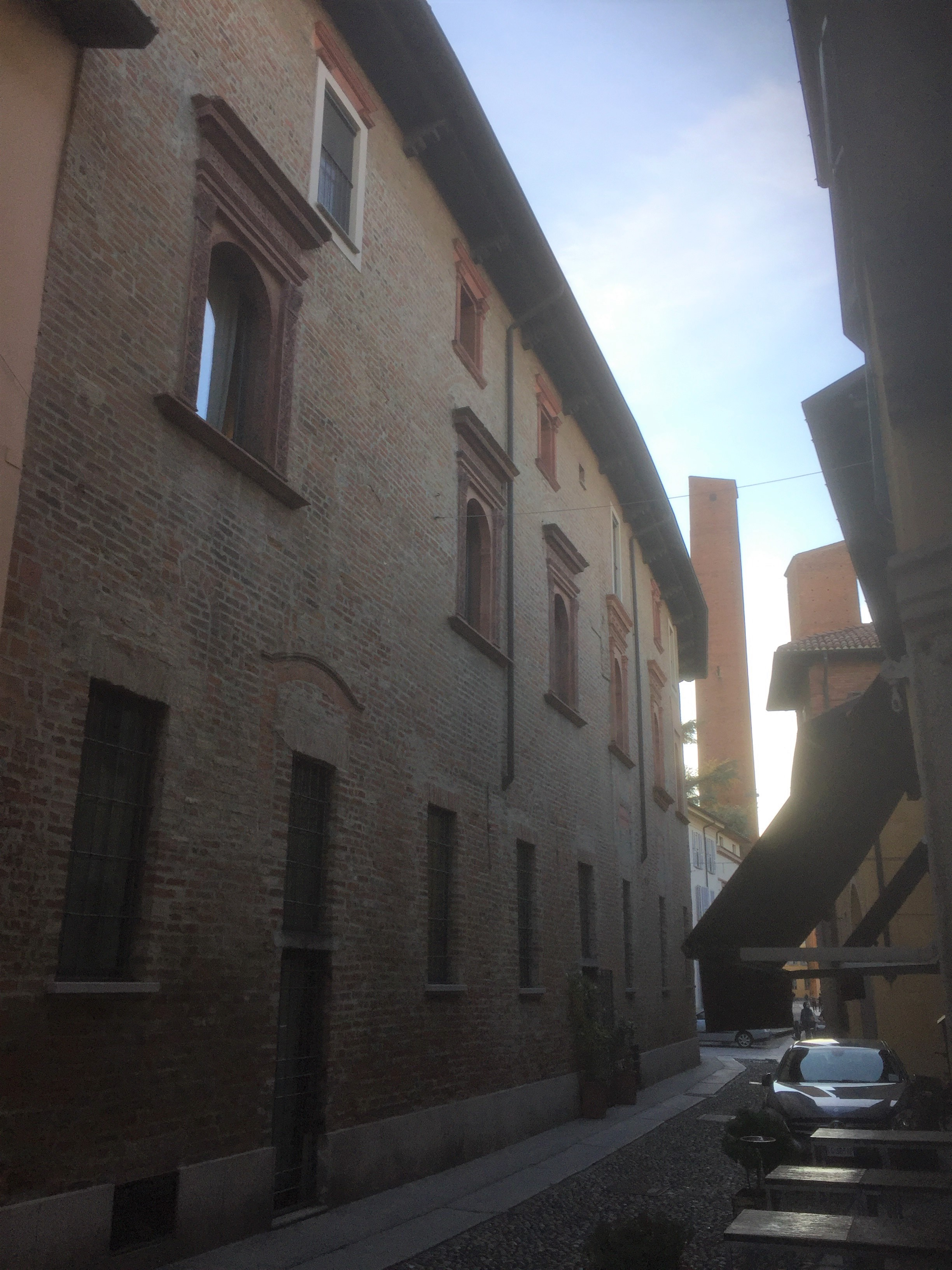
Il lato su via Spallanzani
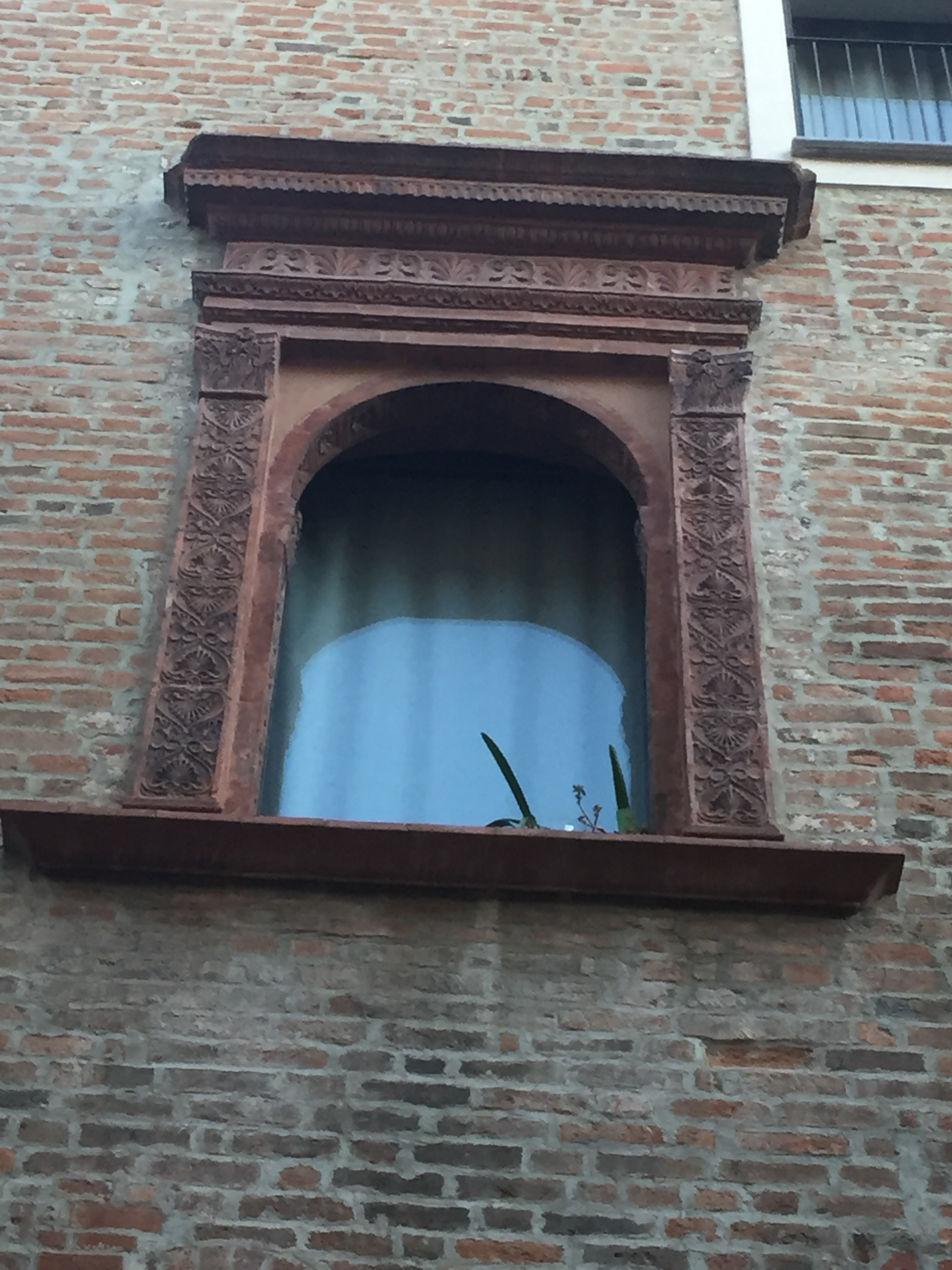
Dettaglio di una delle finestre
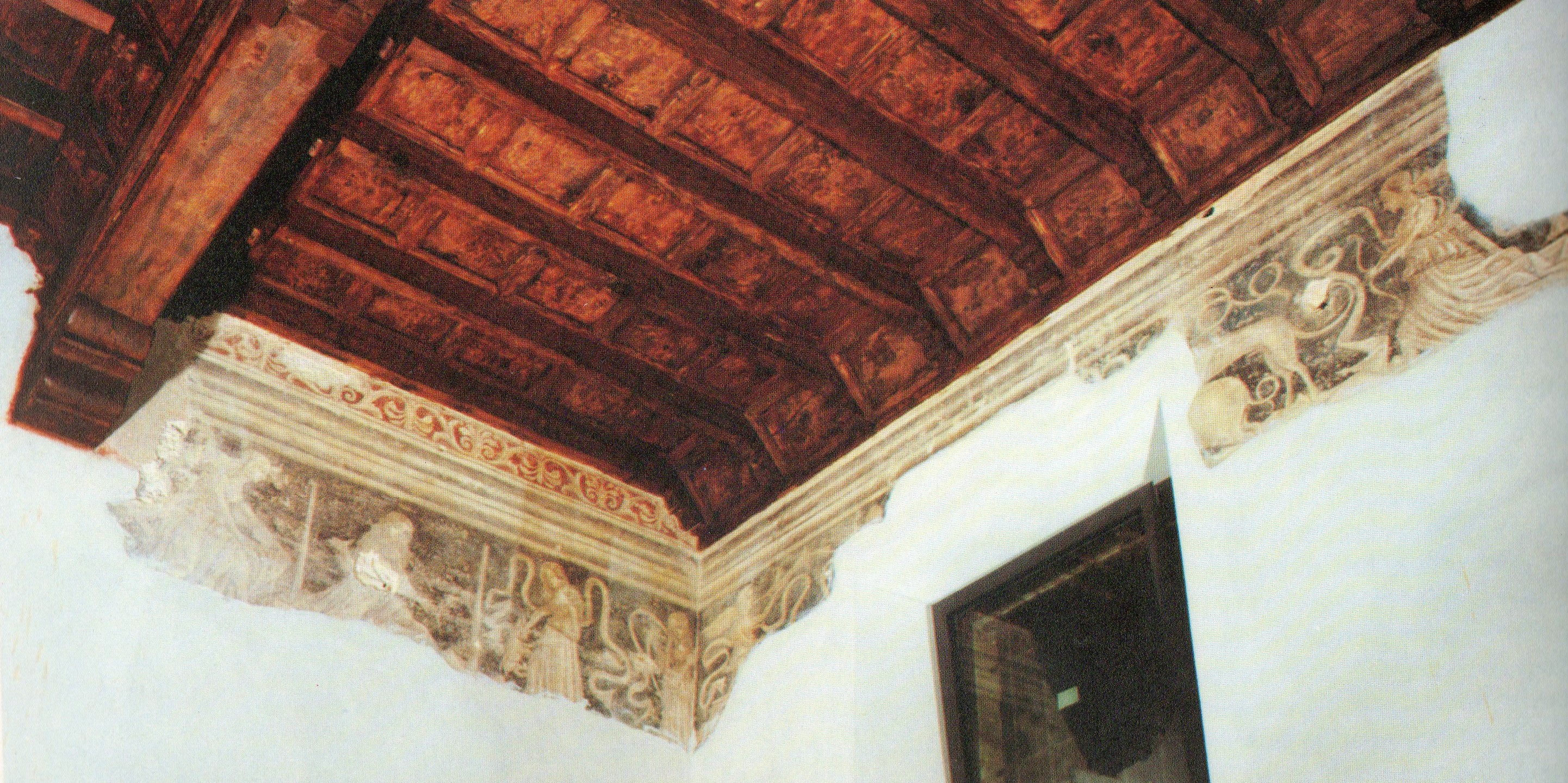
gli affreschi degli interni
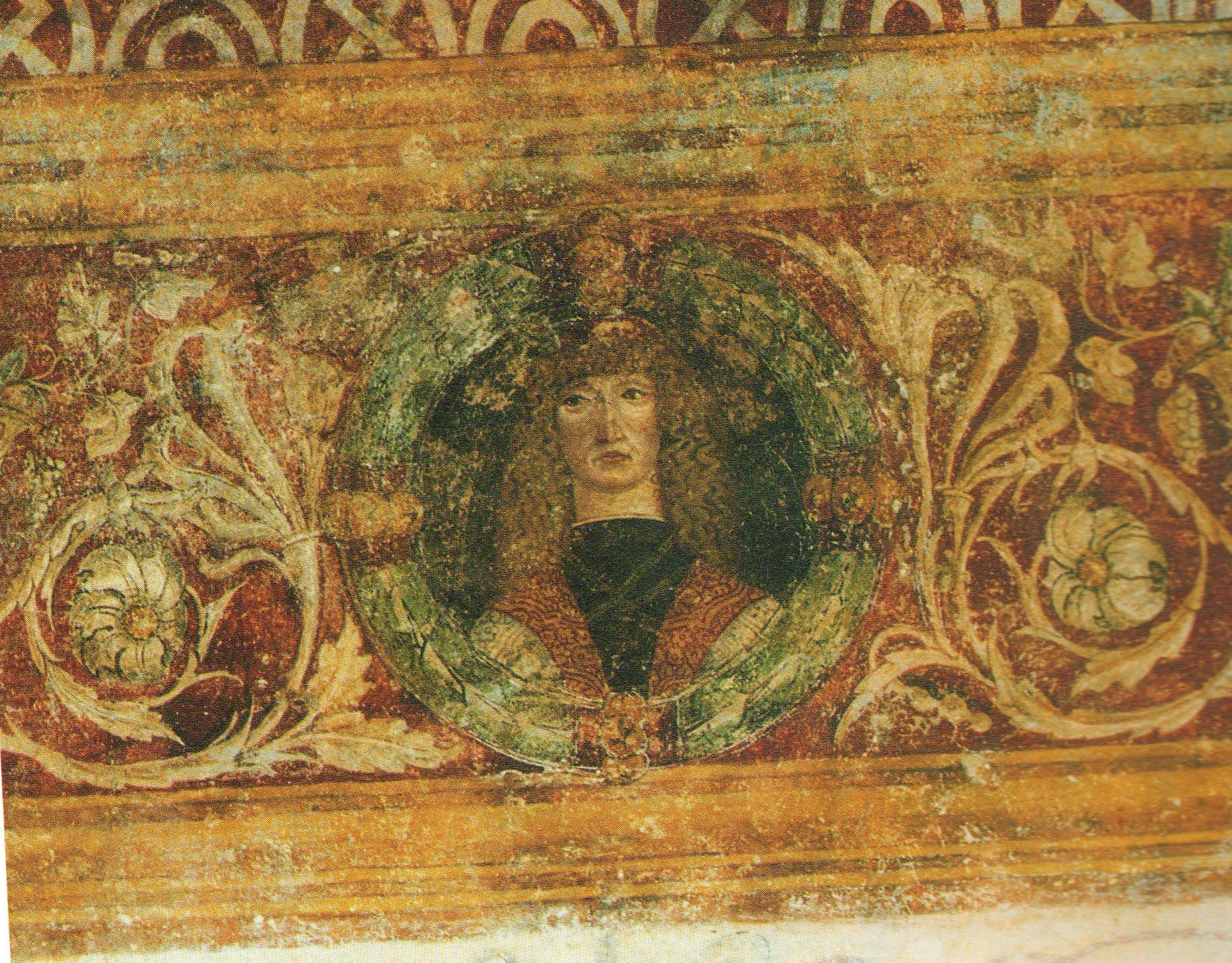
Dettaglio degli affreschi dell'ultimo decennio del XV secolo degli interni